# Michałki (obwód brzeski)
Michałki (biał. Міхалкі, ros. Михалки) – wieś na Białorusi, w obwodzie brzeskim, w rejonie bereskim, w sielsowiecie Siehniewicze.

## Geografia
Michałki znajdują się na wschód od Koszelewa i na zachód od Borków.

## Historia
W okresie międzywojennym miejscowość należała początkowo do gminy Czerniaków w powiecie prużańskim województwa poleskiego II Rzeczypospolitej. 
Według spisu powszechnego z 1921 r. Michałki były wsią liczącą 57 domów. Mieszkały tu 242 osoby: 122 mężczyzn, 120 kobiet. Wyznania prawosławnego było 238 osób, a 4 wyznawały judaizm. Pod względem narodowości 159 mieszkańców deklarowało się jako Białorusini, 78 jako Polacy, 4 jako Żydzi, a jedna osoba jako Rosjanin.
Po zniesieniu gminy Czerniaków 22 stycznia 1926 roku Michałki włączono do gminy Rewiatycze.
Po agresji sowieckiej wieś włączono do BSRR. 
Od 1940 wieś należała do sielsowietu Pieszki, przemianowanego w 1954 na sielsowiet Borki. Od 17 września 2013 należy do sielsowietu Siehniewicze.